# Ammodytoides gilli
Ammodytoides gilli är en fiskart som först beskrevs av Bean, 1895.  Ammodytoides gilli ingår i släktet Ammodytoides och familjen tobisfiskar. IUCN kategoriserar arten globalt som livskraftig. Inga underarter finns listade i Catalogue of Life.